# Curarrehue
Curarrehue is een gemeente in de Chileense provincie Cautín in de regio Araucanía. Curarrehue telde 7.489 inwoners in 2017 en heeft een oppervlakte van 1171 km².